# Гагра (станция)
Га́гра (абх. Гагра, груз. გაგრა) — железнодорожная станция Абхазской железной дороги на электрифицированном участке Псоу — Сухум в Абхазии. Расположена на восточной окраине курортного города Гагра
Помимо обслуживания пассажирского движения из России, на станции производится приём и выдача мелких грузовых отправок по подъездным путям.

## Краткая характеристика
Конечная станция для пригородных поездов сообщением Адлер — Гагра. От станции отходят однопутные электрифицированные участки на Цандрыпш и Бзыпту.
На начало августа 2017 года единственным пассажирским железнодорожным перевозчиком на линии Псоу — Сухум является ОАО «РЖД». Все пассажирские поезда, проходящие через станцию, российского формирования.
Тяга пассажирских составов также осуществляется подразделениями ОАО «РЖД». Это, как правило, электровозы 2ЭС4К, тепловозы 2ТЭ116У, 2ТЭ10М и ЧМЭ3Т, приписанные к ТЧЭ-8 Кавказская, ТЧЭ-12 Краснодар или к ТЧЭ-16 Туапсе Северо-Кавказской железной дороги.
На станции расположен железнодорожный вокзал, в котором работают отделение милиции, дежурный по станции и билетные кассы. Зданию вокзала, построенному в начале 1950-х годов, и объектам транспортной инфраструктуры требуется реконструкция и капитальный ремонт.

## История
О необходимости строительства прибрежной магистральной железной дороги на Черноморском побережье Кавказа, которая бы связала закавказские губернии с центральными регионами Российской империи, заговорили в российской прессе сразу после окончания Кавказской войны ещё в 1864 году.
В конце XIX века по заданию министерства финансов Российской империи группа инженера Гартмана провела исследование побережья Черноморской губернии и Сухумского округа «с целью выяснения целесообразности постройки железной дороги между Новороссийском и Сухумом». Строительство по заключению Гартмана было возможно при условии объединения линии Афипская — Туапсе — Сухум — Новосенаки в общее предприятие и при выдаче правительственных субсидий сроком на 15 лет.
В 1910 году инженеры Адрианов Г. В. и Малишевский И. А. представили на рассмотрение Государственной думы ещё один проект, который предполагал прокладку железной дороги от Екатеринодара до Новосенаки по побережью Чёрного моря.
В 1911 году появилась записка Действительного статского советника и бывшего начальника Закавказской железной дороги Александра Николаевича Пушечникова, в которой приводилось краткое технико-экономическое обоснование строительства Черноморской железной дороги, общая длина которой должна была составить 323 версты, и оценивалась автором более чем в 80 миллионов рублей.

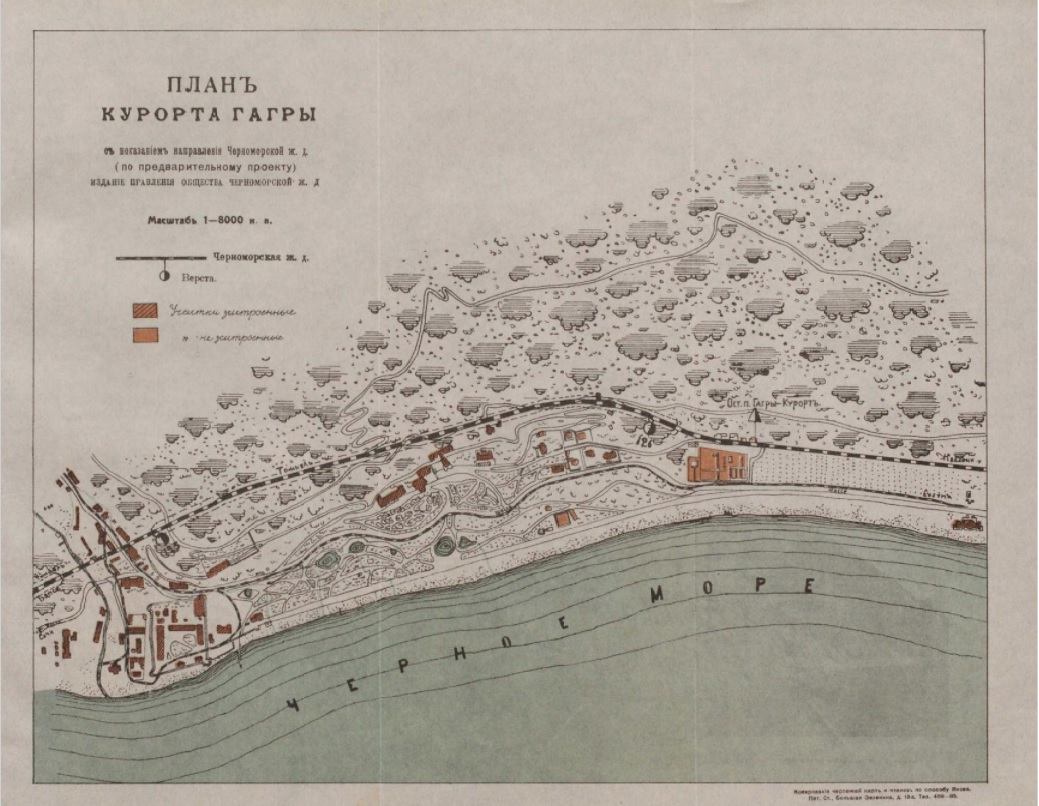
План курорта Гагры (1912)

В 1912 году было создано паевое общество Черноморской железной дороги и утверждён его устав, проект которого представлялся на рассмотрение и утверждение ещё в 1901 году. Его учредителями выступили Н. Н. Перцов, А. И. Путилов и С. С. Хрулёв.
На Всероссийской культурно-промышленной и сельскохозяйственной выставке «Русская Ривьера» в 1913 году обществом был представлен подробный макет строящейся дороги. Был выпущен иллюстрированный альбом «Строящаяся Черноморская железная дорога. Туапсе — Квалони», в котором подробно освещался ход строительства. В издании был представлен подробный план с несколькими железнодорожными станциями в районе Гагры.
Основной задачей предприятия было заявлено возведение и эксплуатация линии нормальной колеи от Туапсе до соединения её с Закавказскими железными дорогами у разъезда Квалони. Протяжённость 322 версты при стоимости работ 70 миллионов рублей.
К работам по сооружению новой линии Черноморской железной дороги общество приступило 15 июня 1914 года после утверждения всей необходимой документации. В годы Первой мировой войны началось полномасштабное строительство участка от Туапсе до Адлера.
От Адлера до Сухума предполагалось построить несколько железнодорожных станций и разъездов, мосты и тоннели, но революции 1917 года и Гражданская война не позволили осуществить этот план. Строительство участка Адлер — Сухум было прекращено.

Постройка новой дороги имела чрезвычайно важное значение не только для Черноморского побережья Кавказа, но и для всей России.
Ее сооружение сокращало транзитный путь в Закавказье практически наполовину, давало дополнительные возможности для развития Туапсинского порта, обеспечивало процветание прилегающих к дороге черноморских курортов и рост товарооборота в регионе— Из истории Черноморской железной дороги .
2 апреля 1923 года на межведомственном совещании было принято решение о возобновлении строительства Черноморской железной дороги и подтверждено её общегосударственное, транзитное значение. В середине того же года работы по прокладке пути и строительству станций были продолжены, с расчётом закончить весь цикл работ в девятилетний срок.
Для «успешности достройки» дорога была разделена на два участка: Северный, протяжённостью 137 км, от Туапсе до Гагр, и Южный, протяжённостью 213 км, от Ахал-Сенаки до Гагр. Строительство Северного участка началось в 1923 году, а Южного — в 1925 году.
Полностью с тоннелями и мостами участок Закавказской железной дороги имени Л. П. Берии от Адлера до станции Гагра был завершён лишь в 1941 году. Первый пассажирский поезд из Сочи прибыл на станцию Гагра 28 июля 1941 года.
Перед самым началом Великой Отечественной войны в Гагры и Сухуми стали прибывать строители, инженеры и техника для строительства участка от Сухуми до Гагры. В 1942 году было частично открыто движение воинских эшелонов на участке Сухуми — Адлер. В 1942—1943 годах город, мосты, тоннели и станции подвергались массированным бомбардировкам с воздуха самолётами люфтваффе (нем. Luftwaffe). На станции проходили срочный ремонт и обслуживание бронепоезда, осуществлялась масштабная перевозка войск на фронт и эвакуация раненых в тыловые районы страны.
В 1943 году была сдана в промышленную эксплуатацию станция Гагра-Товарная. В 1940-х годах основная масса пассажиропотока с севера и юга обрабатывалась на станциях Гагра-Пассажирская (Гагрыпш) и Гагра-Курорт (Абаата).
1 января 1946 года было образовано Сухумское отделение Закавказской железной дороги.
В феврале 1951 года состоялось торжественное открытие нового железнодорожного вокзала Ахали-Гагра (Новая Гагра), возведённого по проекту архитектора 3ои Поченцовой-Орлинской. Органическое включение внутренних двориков в общую планировочную структуру, грациозность и великолепие сооружения радует пассажиров и в наши дни. Ввод в эксплуатацию железнодорожного вокзала на станции Гагра-Товарная открыл новые возможности пространственной организации среды для людей, пользующихся железнодорожным транспортом.
В 1956 году участок Закавказской железной дороги от Сухуми до Весёлого был полностью электрифицирован постоянным током 3 кВ. На линии появились электровозы ВЛ22, ВЛ8 и пассажирские электропоезда. Первый пассажирский электропоезд сообщением Сухуми — Гудаута отправился 22 июля 1956 года.
С открытием вокзала в Новой Гагре, способным принимать до 1500 пассажиров в сутки, было решено перенести основной пассажиропоток на станцию Гагра-Товарная. В связи с чем в 1959 году Гагра-Товарная была переименована в станцию Гагра.
В советское время через станцию Закавказской железной дороги Гагра (Гагра-Вокзал) проходило большое количество грузовых и пассажирских составов. В весенне-летний период обслуживалось огромное количество пассажиров. В 1975 году с железнодорожных вокзалов и платформ Абхазской АССР было отправлено 4,2 млн пассажиров, по железным дорогам в пределах республики перевезено 3154 тыс. тонн различных грузов.
С началом грузино-абхазского конфликта город и станция попали в зону активных боевых действий. Пострадали транспортная инфраструктура и здание вокзала. Часть подвижного состава была уничтожена или сильно повреждена.

С утра 2 октября [1992], в 6:00 началась атака позиций противника в районе железнодорожного вокзала. После ожесточённой перестрелки, в котором участвовала тяжёлая техника с обеих сторон, в 9:00 укреплённый район противника был занят.— Авидзба А. Ф. .

## Пассажирское движение
На станции останавливаются все проходящие пассажирские поезда.

### Основные направления
| Страна  | Пункт назначения                        |
| ------- | --------------------------------------- |
| Абхазия | Сухум                                   |
| Россия  | Москва, Санкт-Петербург, Самара, Туапсе |

### Туристический поезд «Сочи»
2 мая 2021 года возобновлено регулярное движение фирменных туристических поездов № 927/928 «Сочи» до станций Сочи и Туапсе. Состав имеет оригинальную бело-голубую окраску, пассажирские вагоны оформлены в стилистике 70-х — 80-х годов прошлого века и оборудованы кондиционерами, биотуалетами, розетками на 220 вольт, а также USB-портами для подзарядки индивидуальных гаджетов. Имеются вагон-ресторан и вагон-бар.
По понедельникам поезд отправляется до ст. Сочи, а в остальные дни недели, кроме вторника, до ст. Туапсе-Пассажирская и имеет остановки на станциях Цандрыпш, Веселое. Адлер, Сочи, Дагомыс, Лазаревская, Лоо. Время в пути от Гагры до Туапсе 5 часов 53 минуты, до Сочи 3 часа 25 минут.

## Комментарии
1. ↑  По состоянию на август 2017 года на Абхазской железной дороге используется тепловозная тяга пассажирских составов. По заявлению начальника дороги Гурама Губаза: «Необходимо, чтобы поезда ходили на электрической тяге, но, к сожалению, сегодня энергообеспечение железной дороги оставляет желать лучшего. По этой причине у нас и поезда дальнего следования ходят на тепловозной тяге. Я не даю согласия на перевозки электрической тягой, потому что при отключении электроэнергии или при технической поломке, поезд может остаться в тоннеле и нам его нечем будет вытащить. На электричестве у нас ходят грузовые поезда, но когда речь идет о пассажирах, рисковать, я думаю, не нужно»[5]

## Статьи и публикации
- Евгений Крутиков. Абхазская железная дорога: мифы и реальность // Фонд поддержки публичной дипломатии имени А. М. Горчакова : альманах. — 2015. — 26 августа. Архивировано из оригинала 5 августа 2017 года.
- Иванов С. В. Из истории Черноморской железной дороги // Юга.ру : интернет-портал Южного региона. — 2004. — 6 мая.

## Внешние медиафайлы
- Пригородный поезд Адлер — Гагра. Таможня TV на YouTube
- Тепловоз 2ТЭ10М-2947 с поездом № 306 Москва – Сухум на станции Гагра на YouTube